# Тамерлан (По)
Вижте пояснителната страница за други значения на Тамерлан.
Тамерлан (на английски: Tamerlane) е епична поема, написана от американският писател и поет Едгар Алън По, публикувана за пръв път през 1827 в Тамерлан и други поеми. Стихосбирката, от която са издадена 50 бройки, е подписана „от жител на Бостън“ и не получава почти никакво внимание от читателите и критиката. Оригиналният вид на поемата представлява 403 реда, но бива съкратена до 223 при добавянето ѝ към „Ал Араф, Тамерлан и други поеми“.

## Анализ
Основната тема в поемата е независимостта, гордостта, както и загубата и изгнанието. Едгар По вероятно пише поемата на основната на чувствата от загубата неговата ранна любов – Сара Елмира Ройстер, майка му Елиза По и приемната му майка Франсис Алън. Творбата може да е и огледален образ на отношенията на По към приемния му баща Джон Алън. Подобно на поета, родителите на Тамерлан са неизвестни, а неговото име е „чуждо“. Само на 19, когато пише поемата, чувството на По за загуба идва от намаляващата възможност за наследство и обучение в колеж след като напуска Вирджинския университет. Определено творба на младостта, поемата също обсъжда теми, които Едгар използва през целия си живот, включително тенденцията към самокритика и продължителните му стремежи към съвършенство.
Стила и формата на поемата са повлияни от пиесата „Манфред“ на Джордж Байрон.